# Соболев, Степан Антонович
Степа́н Анто́нович Со́болев (май 1891—1938) — советский партийный и хозяйственный деятель, председатель Олонецкого губернского исполнительного комитета.

## Биография
Родился в многодетной крестьянской семье. Русский. Окончил двухклассное училище.
Участвовал в Первой мировой войне. В июне 1917 года избран председателем ротного комитета 268-го полка (Западный фронт). Член РКП(б) с августа 1917 года. С начала ноября 1917 года по февраль 1918 года член армейского комитета 3-й армии. В марте 1918 года направлен в Петрозаводск. Был избран в Пудожский уездный исполнительный комитет.
В октябре 1918 года избран в члены Олонецкого губисполкома от РКП(б).
С 1919 года — председатель Олонецкого губсовнархоза. Делегат VII-го Всероссийского съезда Советов.
Во время военных операций по отражению белофиннов на Карельском фронте в 1919—1920 годах был членом губернского революционного комитета, состоял в боевых коммунистических отрядах.
С 1920 года — председатель Олонецкого губернского лесного комитета.
С 10 мая 1921 года по сентябрь 1922 года — председатель исполнительного комитета Олонецкого губернского совета и Экономического Совета (ЭКОСО).
Делегат IX Всероссийского съезда советов (1921), член ВЦИК.
В связи с упразднением Олонецкой губернии и арестом некоторых членов Олонецкого губисполкома за несогласие с позицией центральной власти по вопросу упразднения губернии в 1922 году был переведён в Петроград на должность заместителя председателя треста «Севзаплес» Карельской трудовой коммуны.
В 1925—1929 годах — заместитель председателя, председатель правления треста «Кареллес» (Петрозаводск). Окончил 2 курса Всесоюзной промышленной академии (Ленинградский филиал).
Член ЦИК Автономной Карельской ССР VIII созыва (1929 г.)
В 1930—1937 годах — работал начальником Севлеспрома, уполномоченным Наркомлеса по Северному краю, управляющим трестами «Севлес» и «Северолес» (Архангельск).
26 января — 10 февраля 1934 года делегат с совещательным голосом XVII съезда ВКП(б) от партийной организации Северного края.
В 1938 году был репрессирован и расстрелян в Архангельске по приговору выездной сессии Военной коллегии Верховного суда СССР по статьям 58-8, 58-6, 58-9, 58-11 УК РСФСР.
Реабилитирован в 1956 году.

## Семья
Жена, дочь.

## Комментарии
1. ↑  В списках делегатов съезда ФИО приведены с ошибкой как "Собаев С. А."[2], здесь исправлено в соответствии с обсуждениями на форуме "17 съезд ВКП /б/ - съезд расстрелянных победителей" на основе проверки по анкете делегата съезда[3].